# Peter Verow
Peter Verow (* 20. Mai 1953 in Durham) ist ein ehemaliger englischer Squashspieler.

## Karriere
Peter Verow war von Anfang der 1970er- bis Ende der 1980er-Jahre als Squashspieler aktiv.
Mit der britischen Nationalmannschaft nahm er 1979 an der Weltmeisterschaft teil und wurde mit ihr Weltmeister. Im Endspiel gegen Pakistan blieb er in seiner Partie gegen Fahim Gul in fünf Sätzen siegreich. Bei Europameisterschaften wurde er mit der Nationalmannschaft zwischen 1974 und 1982 fünfmal Europameister.
1976 stand er ein einziges Mal im Hauptfeld der Einzelweltmeisterschaft. Dort erreichte er das Achtelfinale. Die britische Meisterschaft entschied er 1978 für sich.

## Erfolge
- Weltmeister mit der Mannschaft: 1979
- Europameister mit der Mannschaft: 5 Titel (1974, 1976, 1979, 1981, 1982)
- Britischer Meister: 1978